# Jardin Yacine-Kateb
Le jardin Yacine-Kateb, anciennement jardin d'immeubles du boulevard de l'Hôpital, est un espace vert du 13e arrondissement de Paris, en France.

## Situation et accès
Il est accessible au 122, boulevard de l'Hôpital, mais également par la rue Rubens, la rue Watteau et la rue du Banquier.
Il est desservi par la ligne 5 à la station Campo-Formio.

## Origine du nom
Le nom de l'écrivain algérien aurésien Yacine Kateb (1929-1989).

## Historique
Le jardin est créé en 2000 par les paysagistes Christine et Michel Péna, au sein d'une résidence de logements sociaux Paris Habitat. Il comprend une parcelle de jardins familiaux.
Il prend sa dénomination actuelle en 2016.

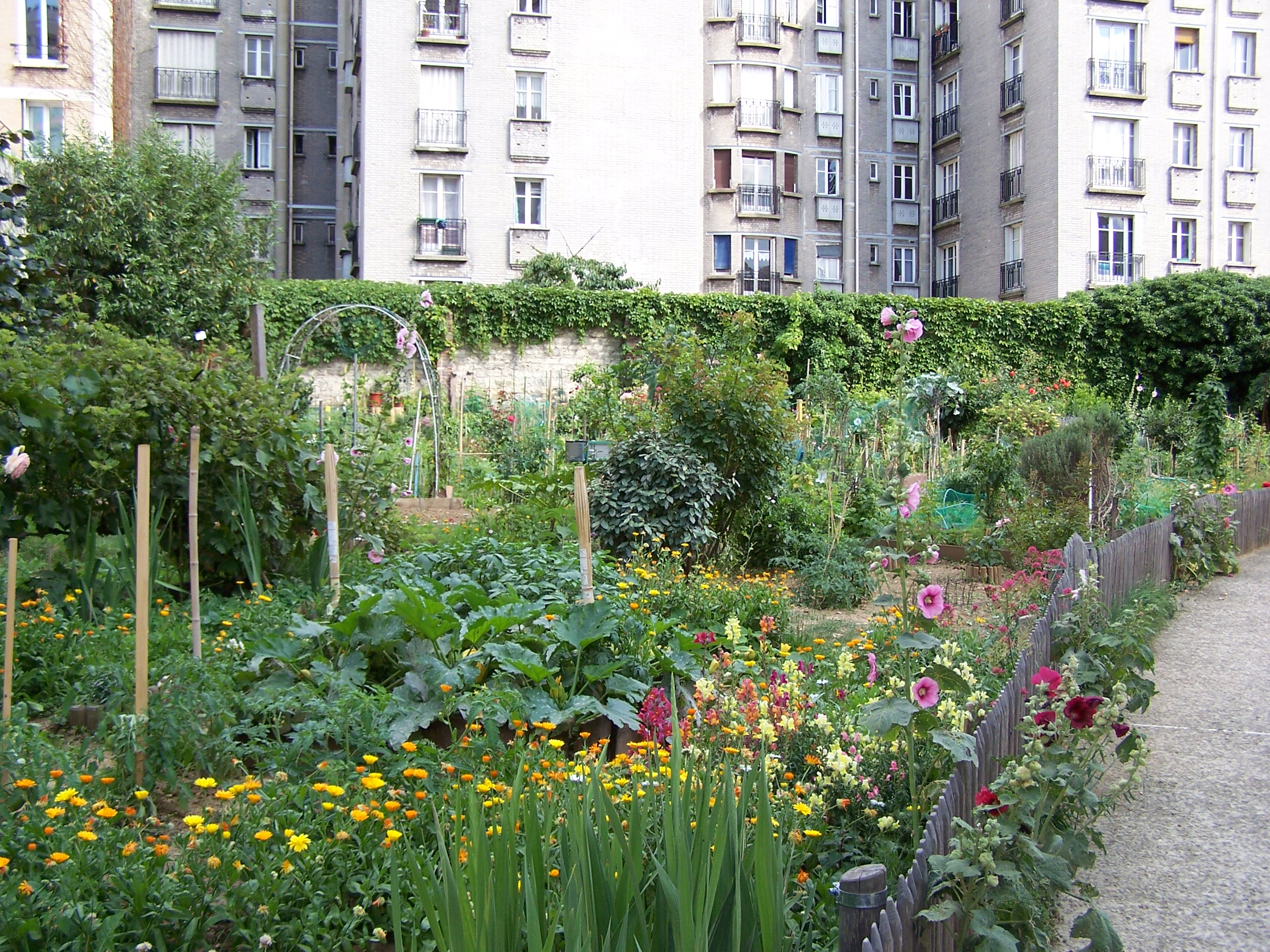
Le carré communautaire.